# Georg Jellinek
Georg Jellinek (16. června 1851, Lipsko – 12. ledna 1911, Heidelberg) byl rakouský právník a právní teoretik narozený v Německu. Byl klíčovým představitelem právního pozitivismu. Jeho nejvýznamnějšími pracemi jsou Všeobecná státověda a Systém subjektivních veřejných práv. Proslul výrokem, že „právo je minimem morálky“.

## Život
Narodil se v židovské rodině, jeho otec byl významný rabín Adolf Jellinek, který se narodil na Moravě. Jeho bratrem byl Emil Jellinek, automobilový nadšenec, který sehrál velkou roli ve vývoji firmy Mercedes-Benz.
Georg v letech 1867–1872 vystudoval právo, dějiny umění a filozofii na univerzitách ve Vídni, v Heidelbergu a Lipsku. V roce 1872 v Lipsku obhájil dizertační práci, roce 1874 ve Vídni získal doktorát. V roce 1879 absolvoval habilitačního řízení a byl jmenován profesorem filozofie práva na Vídeňské univerzitě. Roku 1882 vydal své první stěžejní dílo Die Lehre von den Staatenverbindungen, díky němuž byl ve Vídni jmenován též profesorem ústavního práva. V roce 1889 byl jmenován profesorem na univerzitě ve švýcarské Basileji. Roku 1891 se přestěhoval do Německa, kde se stal profesorem ústavního a mezinárodního práva na univerzitě v Heidelbergu. V roce 1900 vydal další klíčové dílo Allgemeine Staatslehre (Všeobecná státověda).
Jeho ženou se stala Camilla Wertheimová (1860–1940), kterou Marianne Weberová přesvědčila k angažování se v boji za ženská práva. Měli šest dětí, narozených v letech 1884 až 1896. Syna Waltera a dceru Doru nacisté uvěznili v koncentračním táboře Terezín, nejmladší syn Otto byl umučen gestapem v roce 1943.

## Teorie státní suverenity
Jellinek se domníval, že jeden stát může mít pouze jednu státní suverenitu, neboli, že existuje-li federace, státní suverenita může být vyhrazena pouze této federaci, nikoli jednotlivým jejím prvkům a územím. Tato území si mohou udržet jistou míru autonomie, ale vždy zcela ztrácejí svou suverenitu, tvrdil Jellinek. To mělo velký dopad na právní prostředí a diskuse v Rakousko-Uhersku, kde téma státoprávnosti jednotlivých území v říši bylo velice politicky diskutovaným (mj. i v českých zemích).

## Teorie základních práv
V práci Systém subjektivních veřejných práv rozdělil práva člověka do čtyř skupin:
- 1) status negativus – právo člověka žádat, aby stát do určitých věcí nezasahoval
- 2) status pozitivus – nároky, které má člověk právo klást na stát (např. sociální zabezpečení)
- 3) status aktivus – právo člověka být aktivní (shromažďovat se, veřejně se vyjadřovat, podnikat apod.)
- 4) status pasivus – povinnosti, které má občan vůči státu (branná povinnost, daně apod.)

Právní pozitivismus Jellinekův a jeho školy (dalšími představiteli byli např. Hans Kelsen) spočíval v tom, že pojem základních lidských práv omezovali, až na výjimky, na status negativus. Ústava má dle Jellineka především vymezit prostor (občanská společnost), do něhož stát nezasahuje. To velmi ovlivnilo pojetí práva v Rakousko-Uhersku a zejména jeho Ústavu z roku 1867, ale i v následnické Rakouské republice, kde je toto pojetí nesmírně silné dodnes. Bylo také ideovým zázemím, z něhož vycházeli představitelé neoliberální Rakouské ekonomické školy.
Jellinek také nevěřil v koncept základních práv, s nimiž by se lidská bytost rodila (tradice pocházející z francouzské a anglické revoluce), ale trval na definici základních lidských práv státem (tedy, jak uvedeno výše, lidským právem je to, co stát umožňuje, nebo poskytuje). Toto pojetí základních práv ovlivnilo také německou, ruskou a japonskou právní tradici.